# داگلاس لو
داگلاس لو (انگلیسی: Douglas Lowe؛ ۷ اوت ۱۹۰۲ – ۳۰ مارس ۱۹۸۱) دونده اهل بریتانیا بود.
وی در مسابقات کشوری و بین‌المللی در مجموع برندهٔ ۲ مدال طلا شده‌است.